# 愛媛県立しげのぶ特別支援学校
愛媛県立しげのぶ特別支援学校（えひめけんりつ しげのぶとくべつしえんがっこう）は、愛媛県東温市田窪にある公立特別支援学校。松山市に整肢療護園分校があったが、2007年4月をもって本校に併合。生徒数が150名超になる。通学が難しい児童生徒のための寄宿舎「なつめの寮」を併設。また、隣接地には、愛媛県立子ども療育センターが開設。

## 学部
- 幼稚部
- 小学部
- 中学部
- 高等部
- 訪問教育

## 沿革
- 1965年 - 愛媛県立愛媛養護学校として開校
- 1966年 - 中学部設置
- 1967年 - 体育館落成
- 1968年 - スクールバス設置
- 1972年 - 校名を愛媛県立第一養護学校と変更
- 1973年 - 幼稚部設置
- 1974年 - 校旗制定、整肢療護園分校が愛媛整肢療護園に併設、高等部設置
- 1981年 - エレベーター設置
- 1986年 - プール竣工
- 2000年 - 新体育館落成
- 2006年 - 愛媛県立第二養護学校と統合、肢体不自由教育部門と病弱教育部門を設け、校名を愛媛県立しげのぶ特別支援学校と変更。
- 2007年 - 分校を本校に併合。併設されていた寄宿舎を新築し、名称を「なつめの寮」とする。